# Nowy Stanin
Nowy Stanin – wieś w Polsce położona w województwie lubelskim, w powiecie łukowskim, w gminie Stanin.
| SIMC    | Nazwa       | Rodzaj     |
| ------- | ----------- | ---------- |
| 0689622 | Dominikówka | przysiółek |
| 0689639 | Otrznoga    | przysiółek |

W latach 1975–1998 miejscowość administracyjnie należała do województwa siedleckiego.
Wieś stanowi sołectwo w gminie Stanin. Według Narodowego Spisu Powszechnego z roku 2011 wieś liczyła  mieszkańców.
Wierni Kościoła rzymskokatolickiego należą do parafii Trójcy Świętej w Staninie.